# Schefflera hypoleucoides
Schefflera hypoleucoides är en araliaväxtart som beskrevs av Hermann August Theodor Harms. Schefflera hypoleucoides ingår i släktet Schefflera och familjen araliaväxter. Inga underarter finns listade.